# Nyaungdon
Nyaungdon är en stad i Myanmar. Den ligger i regionen Ayeyarwady, i den södra delen av landet, 300 km söder om huvudstaden Naypyidaw. Nyaungdon ligger 11 meter över havet och folkmängden uppgår till cirka 25 000 invånare.

## Geografi
Terrängen runt Nyaungdon är mycket platt. Runt Nyaungdon är det tätbefolkat, med 276 invånare per kvadratkilometer. Omgivningarna runt Nyaungdon är en mosaik av jordbruksmark och naturlig växtlighet.